# Sonora
Denne artikel handler om den mexicanske delstat Sonora; se også Sonora, Californien i USA.
Sonora er en delstat i det nordvestlige Mexico. Mod øst deler den grænse med den mexicanske delstat Chihuahua, mod syd Sinaloa og mod nordvest Baja California. Mod nord deler Sonora grænse med Arizona i USA, mod vest ligger den Californiske Golf, også kendt som Cortezhavet.
I 2000 havde Sonora et anslået indbyggertal på 2.216.900.
Sonora er økonomisk vigtig på grund af sin kvægproduktion og minedrift, og populær blandt turister på grund af sine fine badestrande. Kulturelt er den vigtig som en kilde til musikstilen Norteña.
Hovedstaden hedder Hermosillo og en anden større by er Guaymas. En mindre by som er populær blandt turister er Puerto Peñasco.
Sonoraørkenen dækker meget af delstaten, foruden det sydlige Arizona.
ISO 3166-2-koden er MX-SON.
1. ↑  www.inegi.org.mx (fra Wikidata).